# Национальный исламский фронт Афганистана
Национальный исламский фронт Афганистана (пушту محاذ ملی اسلامی افغانستان‎), Mahaz-e Milli-ye Islami-ye Afghanistan, Mahaz-i Milli-yi Islami-yi Afghanistan — афганское повстанческое движение, затем политическая партия традиционно-исламского и национал-демократического толка. Объединил пуштунских моджахедов — приверженцев пира Саида Ахмада Гейлани. Активно участвовал в Афганской войне, входил в Пешаварскую семёрку. Являлся наиболее светским и либеральным из моджахедских движений. Был представлен на международной конференции антикоммунистических повстанцев Джамбори. В Исламской Республике Афганистан — центристская политическая партия.

## В Афганской войне. Политические особенности
После прихода к власти в Афганистане в 1978 марксистской партии НДПА многие антикоммунистически настроенные афганцы покинули страну. Национальный исламский фронт Афганистана (НИФА) был создан в 1979 в пакистанской эмиграции сторонниками влиятельного пуштунского пира Саида Ахмада Гейлани, главы традиционного суфийского тариката. НИФА выступал против марксистского просоветского правительства, за возвращение в Афганистан короля Захир-шаха. После ввода в Афганистан советских войск НИФА активно включился в вооружённую борьбу на стороне моджахедов. Военную структуру НИФА возглавлял полковник королевской армии Абдул Рахим Вардак.
НИФА являлся наиболее светским, прозападным и либеральным из моджахедских движений. Программа организации отвергала не только коммунизм, но и исламский фундаментализм. Провозглашалась приверженность пуштунскому национализму и демократии, принципу разделения властей, гражданским и политическим свободам. Не случайно именно НИФА в лице полковника Вардака представлял афганских моджахедов на учредительной конференции Демократического Интернационала в Джамбе 2 июня 1985.
Наибольшей популярностью НИФА пользовался среди афганских беженцев в Пакистане. Максимальную военную активность отряды Вардака развивали в восточных провинциях Афганистана, прежде всего Пактии. В то же время специфика НИФА как организации приверженцев пира Гейлани создавала политические ограничения. Отношения строились патриархально и замыкались на Гейлани (в том числе в финансовых вопросах). Это препятствовало организационному развёртыванию. Исламская партия Хекматьяра, Исламское общество Раббани—Масуда в этом плане достигли большего.

## Внешние связи
НИФА был тесно связан с пакистанской разведслужбой ISI и через неё с ЦРУ США. Поддерживались контакты с американскими неоконсервативными организациями Heritage Foundation и Freedom House, с влиятельным британским политиком и историком Николасом Бетеллом.
Организация играла важную роль не только в военно-политическом плане, но и как канал финансирования моджахедского движения. Однако связи поддерживались в основном с западными партнёрами, крупных мусульманских спонсоров, арабских или иранских, НИФА не имел.

## В афганской политике
В начале 1990-х НИФА присоединился к Северному альянсу. После падения режима НДПА Гейлани от имени НИФА участвовал в переговорах о создании нового правительства. Он отказался войти в кабинет Раббани из-за разногласий по вопросу возвращения Захир-шаха. Однако Абдул Рахим Вардак возглавил тогда штаб афганской армии.
При правлении фундаменталистского Талибана НИФА снова находился в вооружённой оппозиции. После свержения талибов Гейлани выступал за реставрацию монархии Захир-шаха на Боннской конференции 2001. Впоследствии сблизился с администрацией Хамида Карзая.
Представители НИФА поддерживали Карзая на президентских выборах, генерал Вардак в 2004—2012 был министром обороны Афганистана. Гейлани высказался в пользу американского присутствия в Афганистане, но при этом подчёркивал, что умеренные элементы «Талибана» должны иметь возможность участвовать в афганской политике.